# Rudolf Saal
Rudolf Saal (* 13. August 1903 in Erfurt; † 13. Oktober 1955 ebenda) war ein deutscher Maler und Grafiker.

## Leben und Werk
Saal studierte in Berlin und war dort als freischaffender Maler tätig. Das Adressbuch weist ihn 1943 in der Innsbrucker Straße 5 nach. Im 2. Weltkrieg war Saal als Soldat an der Westfront im Einsatz, u. a. 1940 in Paris. Nach der Entlassung aus der Kriegsgefangenschaft ließ Saal sich als freischaffender Künstler in Erfurt nieder. Schon 1946 engagierte er sich in der „Arbeitsgemeinschaft der Erfurter Künstler“ des Kulturbunds. Er wurde Mitglied des Verbands Bildender Künstler der DDR und hatte eine große Anzahl von Einzelausstellungen und Ausstellungsbeteiligungen, vor allem in Erfurt, wo er zu den wichtigsten Künstlern zählte. Saal war vor allem Aquarellist und Zeichner.
Das Angermuseum Erfurt verfügt über einen großen Bestand an Bildern Saals. Weitere Werke befinden sich u. a. im Lindenau-Museum Altenburg/Thüringen.
In Erfurt wurde eine Straße nach Saal benannt.

## Werke (Auswahl)
- Paris. Rue Mouffetard (Radierung, um 1940)[1]
- Stillleben mit Krug (Aquarell; 1947 auf der 1. Landesausstellung Bildender Künstler Thüringens)[2]
- Kinder im Ferienlager (Aquarell, 1952)[3][4]
- Kleine Flötenspielerin (Aquarell, 1952)[5][4]
- Kuhstall (Aquarell, 1952)[6][4]
- Stillleben mit Samowar (Aquarell, 1952)[7][4]

## Ausstellungen (unvollständig)

### Einzelausstellungen
- 1946 Erfurt, Angermuseum (Aquarelle)
- 1949 Erfurt, Angermuseum („Aquarelle von Alt-Erfurt“)
- 1951 Erfurt, Angermuseum (Gemälde, Aquarelle, Zeichnungen)
- 1952 Halle, Galerie Henning (Aquarelle)
- 1957; Altenburg/Thür., Lindenau-Museum (Aquarelle und Grafik)
- 1965 Erfurt, Angermuseum (Aquarelle und Zeichnungen)

#### Postum
- 1956 Erfurt, Angermuseum („Rudolf Saal – Zum Gedenken. Zeichnungen und Aquarelle“)
- 1957 Altenburg/Thüringen, Lindenau-Museum
- 1973 Eisenach, Thüringer Museum, („Zum Gedenken an Rudolf Saal. Aquarelle und Zeichnungen“)

### Teilnahme an zentralen und regionalen Ausstellungen in der Sowjetischen Besatzungszone bzw. In der DDR
- 1945 Erfurt, Thüringenhalle („500 Jahre Kultur in Erfurt“)
- 1946 Erfurt, Angermuseum („Werden und Vergehen. Erfurter Künstler stellen aus.“)
- 1947 Erfurt, 1. Landesausstellung Bildender Künstler Thüringens
- 1948 Erfurt, Angermuseum („Thüringer Künstler stellen aus“)
- 1948: Erfurt, Angermuseum („Erfurter Künstler“)
- 1949 Erfurt, Angermuseum (Jahresschau der Erfurter Künstler)
- 1951 Erfurt, Angermuseum („Ernte eines Sommers“)
- 1952 Erfurt, Angermuseum („Thüringer Künstler der Gegenwart“)
- 1953 Erfurt, Angermuseum („Thüringer Landschaften in drei Jahrhunderten“)
- postum 1977 Weimar, Kunsthalle am Theaterplatz („Das Aquarell in fünf Jahrhunderten. Schätze der Kunstsammlungen zu Weimar“)